# Racova (okręg Suczawa)
Racova – wieś w Rumunii, w okręgu Suczawa, w gminie Udești. W 2011 roku liczyła 286 mieszkańców. 